# Hrobice na Moravě
Hrobice (deutsch Hrobitz) ist eine Gemeinde in Tschechien. Sie liegt elf Kilometer nordöstlich von Zlín und gehört zum Okres Zlín.

## Geographie
Hrobice befindet sich in den südlichen Ausläufern der Hosteiner Berge am Übergang zur Freistadtler Senke (Fryštácká brázda) in der Quellmulde eines kleinen Baches. Nördlich erheben sich der Za Skalkami (437 m), Třeskunov (462 m) und die Sobolice (450 m), im Nordosten der Nad Bařinami (534 m), östlich der Miluchov (506 m) sowie im Nordwesten der Sýkoří (449 m) und die Rablina (486 m). Hrobice liegt am Rande des Naturparks Hostýnské vrchy. Östlich des Dorfes wird die Dřevnice in der Talsperre Slušovice gestaut.
Nachbarorte sind Kašava und Sobolice im Norden, Podkopná Lhota und Trnava im Nordosten, Všemina im Osten, Dešná, Neubuz, Bílá Hlína und Nové Dvory im Südosten, Slušovice und Březová im Süden, Hvozdná, Ostrata und Štípa im Südwesten, Velíková im Westen sowie Lukov, Na Písečném und Vlčková im Nordwesten.

## Geschichte
Die erste urkundliche Erwähnung von Hrobicze erfolgte 1446 in der Olmützer Landtafel als Teil der Herrschaft Lukov. Besitzer war zu dieser Zeit Jiřík von Sternberg. Für eine angebliche Ersterwähnung im Jahre 1376 gibt es keine Quellen. Die Sternberger hielten die Herrschaft bis zum Ende des 15. Jahrhunderts. Später erwarben die Nekesch von Landek die Güter. Nach 1515 erfolgte der Zuzug walachischer Siedler. Unter diesen fand das Gedankengut der Reformation eine rasche Verbreitung und recht bald gehörte die gesamte Einwohnerschaft zu den Böhmischen Brüdern. 1564 erwarben die Böhmischen Brüder einen Garten und errichteten dort ihr Bethaus. Jan der Jüngere Nekesch von Landek befreite das Brüderhaus von allen Abgaben an die Herrschaft. Lukrezia von Witschkow, geborene Nekesch von Landek, die 1607 die Herrschaft geerbt hatte, heiratete 1609 Albrecht von Waldstein. Dieser versuchte vergeblich seine Untertanen zu rekatholisieren. 1625 trat Waldstein Lukov mit allem Zubehör an den Kaiser ab, der die Herrschaft an Stephan Schmidt von Freihofen übergab. Von diesem erwarben 1628 die Minkwitz von Minkwitzburg die inzwischen stark verschuldete Herrschaft. Nach der Niederschlagung des Walachischen Aufstandes durch Johann Anton von Rottal ließ dieser im Jahre 1644 141 Walachen hinrichten, unter ihnen waren fünf Bewohner von Hrobice. Die Kirche der Böhmischen Brüder wurde niedergebrannt, und die meisten der Bewohner des Dorfes flohen nach Ungarn. Anschließend wurde das verödete Dorf mit Katholiken wiederbesiedelt und nach Slušovice gepfarrt. In der Mitte des 17. Jahrhunderts bestand Hrobice aus 12 Gehöften und fünf Köttern. 1710 kauften die Herren von Rottal Lukov. Johann von Rottal veräußerte die Güter 1724 an Johann Friedrich Graf von Seilern-Aspang, dessen Nachkommen den Besitz bis 1945 hielten. Das älteste Ortssiegel stammt vom Ende des 18. Jahrhunderts. Es zeigt einen Baum, zwischen dessen drei Ästen und Stamm die Majuskeln HROB als Abkürzung des Ortsnamens zu finden sind. Bis zur Mitte des 19. Jahrhunderts blieb das Dorf immer zur Herrschaft Lukov zugehörig.
Nach der Aufhebung der Patrimonialherrschaften bildete Hrobice / Hrobitz ab 1850 eine Gemeinde in der Bezirkshauptmannschaft Uherský Brod. Ab 1855 gehörte die Gemeinde zum Bezirk Vizovice und ab 1868 zum Bezirk Holešov. Im Jahre 1869 hatte das Dorf 394 Einwohner. In der zweiten Hälfte des 19. Jahrhunderts lebten die Bewohner von Hrobice vor allem von der Zucht von Hornvieh und dem Anbau von Pflaumen. Ein Teil von ihnen fertigte in Heimarbeit Taschenmesser und Wacholderpfeifen und zog dann als Fliegende Händler durch die mährischen Städte und Märkte, oder auch nach Wien, um bei Jahrmärkten und Wallfahrten die Waren feilzubieten. 1890 wurde in der Gemeinde eine eigene Schule errichtet, zuvor erfolgte der Unterricht in Slušovice. Im Jahre 1900 lebten in Hrobice 445 Personen. 1912 begannen Untersuchungsarbeiten für den Bau einer Talsperre im Janůvky-Grund. Infolge des Ersten Weltkrieges und des Zusammenbruches der k.u.k. Monarchie kam das Talsperrenprojekt zum Erliegen. Nach der Gründung der Tschechoslowakei 1918 mussten die Grafen Seilern unfreiwillig einen Teil ihres Großgrundbesitzes verkaufen. Dazu gehörte auch der Neuhof (Nové Dvory) im Tal der Dřevnice. 1930 lebten in Hrobice 439 Menschen. 1933 kaufte eine örtliche Einzelgesellschaft einen Teil der Wälder von den Grafen Seilern. 1935 wurde Hrobice dem Bezirk Zlín zugeordnet. Im darauffolgenden Jahre wurde das Dorf elektrifiziert. Ab 1950 gehörte Hrobice zum Okres Gottwaldov-okolí und ab 1960 wieder zum Okres Gottwaldov, der nach der politischen Wende seit 1990 wieder den Namen Okres Zlín trägt. 1970 hatte das Dorf 486 Einwohner. In den 1970er Jahren entstand im Janůvky-Grund die Trinkwassertalsperre Slušovice. 1976 wurde Hrobice nach Slušovice eingemeindet und wenig später erfolgte die Schließung der Schule. Im Jahre 1991 löste sich das Dorf wieder von Slušovice los und bildete eine eigene Gemeinde. Das Dorf ist bekannt für seinen Sliwowitz.
Hrobice führt ein Wappen und Banner. Ersteres zeigt im oberen Teil, jeweils auf blauem Grund, drei achtzackige goldene Sterne als Symbol für die Herren von Sternberg und im unteren Teil einen goldenen Bogen als Symbol für die Nekesch von Landek, die einen Sagittarius im Wappen führten. Mittig befinden sich auf silbernem Grund zwei Pflaumenzweige in natürlicher Farbgebung.

## Ortsgliederung
Für die Gemeinde Hrobice sind keine Ortsteile ausgewiesen. Zu Hrobice gehören die Ansiedlungen Dubíčka und Nové Dvory (Neuhof).

## Sehenswürdigkeiten
- Glockenturm, errichtet 1913 am unteren Ortsende, seit 2003 als Kulturdenkmal geschützt
- Kapelle Mariä Sieben Schmerzen, errichtet 1994
- Betsäule in Nové Dvory, geweiht 1992
- Spritzenhaus mit geschnitzter Statue des hl. Florian
- Aussichtspunkt Dubíčka, südlich des Dorfes
- Trinkwassertalsperre Slušovice